# Цынга (река)
Цынга — река в России, протекает по Тюменскому и Исетскому районам Тюменской области. Устье реки находится в 115 км от устья Пышмы по правому берегу. Длина реки составляет 27 км.
На реке расположено село Леваши.

## Данные водного реестра
По данным государственного водного реестра России относится к Иртышскому бассейновому округу, водохозяйственный участок реки — Пышма от Белоярского гидроузла и до устья, без реки Рефт от истока до Рефтинского гидроузла, речной подбассейн реки — Тобол. Речной бассейн реки — Иртыш.
Код объекта в государственном водном реестре — 14010502212111200008379.